# Jennifer Abbott
Jennifer Abbott (Montreal, 8 gennaio 1965) è una regista, sceneggiatore, produttore cinematografico e sound designer canadese, specializzata in film documentario i cui film si occupano spesso di giustizia sociale e tematiche ambientali.
I suoi film sono A Cow at My Table (1998) e The Corporation (2003) hanno ottenuto numerosi premi tra cui al Sundance Film Festival ed al Genie Award.

## Filmografia parziale

### Regia
- Skinned (1994)
- A Cow at My Table (1998)
- The Corporation (2003)
- Unspeak: Brave New Minds (2013)
- Us and Them (2015)
- The New Corporation: The Unfortunately Necessary Sequel (2020)
- The Magnitude of All Things (2020)

### Sceneggiatura
- Skinned, regia di Jennifer Abbott (1993)
- Us and Them, regia di Jennifer Abbott (2015)
- Sea Blind, regia di Sarah Robertson e Bernice Notenboom – film TV (2015)
- The Magnitude of All Things, regia di Jennifer Abbott (2020)

### Montaggio
- Skinned, regia di Jennifer Abbott (1993)
- A Cow at My Table, regia di Jennifer Abbott (1998)
- Two Brides and a Scalpel: Diary of a Lesbian Marriage (2000)
- The Corporation, regia di Jennifer Abbott (2003)
- Let It Ride, regia di Jacques Russo (2006)
- I Am, regia di Tom Shadyac (2011)
- Unspeak: Brave New Minds (2013)
- Sea Blind, regia di Sarah Robertson e Bernice Notenboom –film TV (2015)
- Us and Them, regia di Jennifer Abbott (2015)
- The Magnitude of All Things, regia di Jennifer Abbott (2020)

### Sound design
- Skinned, regia di Jennifer Abbott (1993)
- Unspeak: Brave New Minds, regia di Jennifer Abbott (2013)
- Sea Blind, regia di Sarah Robertson e Bernice Notenboom – film TV (2015)
- The Magnitude of All Things, regia di Jennifer Abbott (2020)

### Produttore
- A Cow at My Table, regia di Jennifer Abbott (1998)
- I Am, regia di Tom Shadyac (2011)
- The Magnitude of All Things, regia di Jennifer Abbott (2020)